# Procediamo
Procediamo è un programma radiofonico in onda dal 2 settembre 2019 dal lunedì al venerdì dalle 9:00 alle 12:00 su R101 e in radiovisione su R101 TV ed è condotto da Fernando Proce, Regina e Sabrina Bambi.
Si tratta di un programma di intrattenimento e varietà con ospiti in diretta e messaggi degli ascoltatori intervallati da una selezione musicale. All'interno del programma sono presenti degli spazi dedicati ai notiziari e al meteo. 
Dal 2021 entra a far parte del cast fisso anche Cristina D'Avena in uno spazio dedicato nel programma del mercoledì come co-conduttrice. Entra nel programma anche Pierpaolo Petrelli il venerdì e il giornalista di Tgcom24 Aldo Preda con uno spazio quotidiano dedicato alle ultime notizie e curiosità.
Nel 2022 entra a far parte anche Elena Morali.